# Twa
Twa ili Batwa mala je etnčka grupa koja prvenstveno živi u Ruandi i Burundiju, ali manje grupe se mogu naći i u Ugandi i Kongu. Pripada etničkim grupama koje se nazivaju pigmejima. Pripadnik ove grupe naziva se omutwa ili mutwa.
U Ruandi i Burundiju govore kinyarwanda jezik koji je također glavni jezik većine naroda u ove dvije države. Broje oko 70.000-87.000 (od čega 30.000-40.000 u Burundiju, 20.000-27.000 u Ruandi, 16.000 u DR Kongo 3.000-4.000 u Ugandi). Njihov udio u stanovništvu je oko 1%.
Twa su prastanovnici Ruande i Burundija i bili su tu prije Hutu i Tutsi migracija u 11. odnosno 15. stoljeću. 
Njihov tradicionalni nomadski način života lovaca-sakupljača sve je teže održati zato što su mnoge šume posječene da bi se dobilo više prostora za poljoprivredu, razvojne projekte, prirodne rezervate itd. Zato se Twa narod sve više posvećuje drugim zanimanjima poput lončarstva ali i kao najamni radnici kod vlasnika zemlje.
Iako pokušavaju ostaviti nomadstvo i razviti novi način života koji bi uključivao poljoprivredu i stočarstvo, to im je otežano jer većina ne posjeduje svoje vlastito zemljište i žive u siromaštvu. Njihovo pravo prastanovnika nikada nije priznato od vlada, tako da ne dobivaju nikakvu naknadu kada se protjeruju sa zemljišta na kojem žive.
Djeca imaju loš pristup školstvu tako da Twa narod nema puno predstavnika u tijelima koje donose odluke, bilo na lokalnom ili državnom nivou. Nad njima se i dalje vrši diskriminacija i nasilje u društvu, uglavnom zbog činjenice da su pigmeji. Dosta ih još uvijek živi u kolibama od trave koje su loša zaštita od kiše.
Twa narod je često zanemaren u diskusijama o konfliktu između Hutua i Tutsia. U velikom genocidu u Ruandi 1994., kada je ubijeno više od 800.000 osoba, među žrtvama je bilo i oko 30% stanovništa Twa naroda u Ruandi.

## Vanjske poveznice
- Pygmies of Central Africa
- The Right to Learn: Batwa Education in the Great Lakes Region of Africa, Minority Rights Group, 2008
- Batwa Pygmies of the Great Lakes Region, Minority Rights Group, 2000
- Twa Women, Twa Rights in the Great Lakes Region of Africa, Minority Rights Group, 2003
- BURUNDI: The Batwa quest for equality